# Valravn
Valravn – duńsko-farerski zespół muzyczny grający muzykę folk, wzorowaną na utworach średniowiecznych, głównie skandynawskich, między innymi z Danii i Wysp Owczych. Nazwa zespołu pochodzi od imienia mężczyzny przemienionego w kruka, który występował w wierzeniach starogermańskich. Po przełożeniu na polski, jego imię oznacza Kruk Zagłady.

## Historia
Historia Valravn zaczęła się w roku 2003, kiedy Søren Hammerlund szukał członków do innego zespołu, zwanego Virelai. Grupa ta grała akustyczną muzykę średniowieczną. W ten sposób poznał Martina Seeberga, który szukał czegoś nowego po grupie Sorten Muld, do której wcześniej należał. Juan Pino i Anna Katrin Egilstrøð, którzy poznali się w Izraelu i zostali parą, właśnie przyjechali wtedy do Kopenhagi i również byli gotowi do podjęcia gry w nowym zespole. Rok później Virelai w swym obecnym składzie, zdecydowało się nagrać swój pierwszy krążek. Podczas pracy nad nim muzycy zdali sobie sprawę, że chcą więcej eksperymentować i bardziej skupiać się na nordyckiej muzyce ludowej.
Swój pierwszy koncert, jako Valravn zespół zagrał w roku 2005, podczas czerwcowego Vesterbro Festival w Kopenhadze. Jeszcze w tym samym roku, w październiku nagrali swój pierwszy EP, Krunk, który poprzedził dwa duże, podwójne koncerty ze szwedzką grupą Garmarna, jedną z największych inspiracji muzyków Valravn.
Niedługo później zespół chciał więcej eksperymentować. Chcieli wykorzystać w swojej muzyce elektronikę i dorobek współczesności w tej mierze. Pojawiła się więc oferta pracy dla Christophera Juula, człowieka, który tworzył muzykę elektroniczną i jest specem w zakresie modyfikacji dźwięku. Wtedy rozpoczęły się pracę nad pierwszym, pełnym albumem - Valravn.
Album został wydany w październiku 2007 roku, za co odpowiadała farerska wytwórnia płytowa Tutl (w Danii Gateway Music). Za tym wydarzeniem pociągnęła się fala koncertów w całej Europie. Zaczęło się od czterech koncertów ze szwedzką grupą Hedningarna, a następnie ponad trzydziestoma w przeciągu dwóch tygodni. Podczas tej trasy wybuchł pożar w autobusie wynajętym przez zespół, szczęśliwie jednak spłonęły jedynie dwa flety. Na Danish Music Awards 2008 zespół dostał trzecią nagrodę w swojej kategorii.
W 2008 zespół rozpoczął współpracę z Mute Comp. - Physical Theatre. Valravn skomponował muzykę i zagrał ją na żywo podczas przedstawienia Grasping the floor with the back of my head. Za tę aktywność zespół został wyróżniony nagrodą Reumerta, za najlepszy taneczny performance, za to samo także na Dublin Fringe Festival, dostał także pierwszą nagrodę na Międzynarodowym Festiwalu w Kairze.
W tym samym, 2008 roku zespół zagrał na Roskilde Festival, co było od dłuższego czasu ich marzeniem. Ich płyta sprzedawała się najlepiej w sklepie podczas trwania tego wydarzenia. Valravn ruszył następnie w trasę po Europie, przejeżdżając przez Szwajcarię, Holandię, Belgię, Francję, Niemcy, Irlandię, Finlandię, Szwecję, Norwegię, Wyspy Owcze, Islandię, Czechy, odwiedzili także, po raz pierwszy, Polskę.

## Skład
Skład zespołu od jego powstania nie zmieniał się zanadto. Kilkukrotnie do podstawowego składu dołączali gościnnie muzycy, jednak na stałe do pierwotnego składu dołączył tylko jeden - Christopher Juul, zajmujący się muzyką elektroniczną.
Obecny skład:
- Anna Katrin Egilstrøð - urodzona na Wyspach Owczych, wychowywana w umuzykalnionej, farerskiej kulturze. W zespole jest wokalistką, gra także na perkusji, santurze i cymbałach,
- Martin Seeberg - urodzony w Danii, w zespole gra na skrzypcach, flecie, wiolonczeli, a także śpiewa,
- Søren Hammerlund - urodzony w Danii, w zespole gra na mandoli, lirze korbowej i harfie,
- / Juan Pino - urodzony w Ekwadorze, obecnie obywatel Szwajcarii, w zespole gra na perkusji, kachonie, davulu, czasami także śpiewa,
- Christopher Juul - urodzony w Danii, w zespole gra na keyboardzie, zajmuje się także obróbką dźwięku.

Muzycy gościnni:
- Maria Franz - wokal,
- / Anja Lillemæhlum - wiolonczela

## Dyskografia
- Krunk - EP (październik 2005)
- Krunk Krunk - podwójny EP (2007)
- Valravn - (październik 2007)
- Koder På Snor - (wrzesień 2009)